# Schizostachyum lumampao
Schizostachyum lumampao là một loài thực vật có hoa trong họ Hòa thảo. Loài này được (Blanco) Merr. miêu tả khoa học đầu tiên năm 1916.